# Tulga Tumurochir
Tulga Tumurochir (mong. Тулга Төмөр-Очирын; ur. 11 lutego 1998) – mongolski zapaśnik w stylu wolnym. Dwukrotny olimpijczyk. Zajął piąte miejsce w Paryżu 2024 w kategorii do 65 kg i dziewiąte w Tokio 2020 w tej samej wadze. 
Brązowy medalista mistrzostw świata w 2021 i piąty w 2019 roku. 
Wygrał igrzyska azjatyckie w 2022. Wicemistrz Azji w 2023 i 2024. Piąty w Pucharze Świata w 2022 i szósty 2017. 
Mistrz Azji kadetów w 2015 i Azji U-23 w 2019 roku.